# Vithövdad havsörn
Vithövdad havsörn (Haliaeetus leucocephalus) är en örn som lever i Nordamerika. Den är USA:s nationalfågel och är en av de starkaste amerikanska symbolerna. Den är fridlyst sedan 1940.

## Utseende
Vithövdad havsörn är mörkbrun med vitt huvud och vit stjärt. Näbben, iris och fötterna är gula. En vuxen hane kan bli omkring 90 centimeter lång och kan ha ett vingspann på ungefär 200 centimeter. Honorna är större och kan mäta 110 cm på längden och ha ett vingspann på uppemot 250 centimeter. Som subadult är den mörkare och kan förväxlas med subadulta kungsörnar.

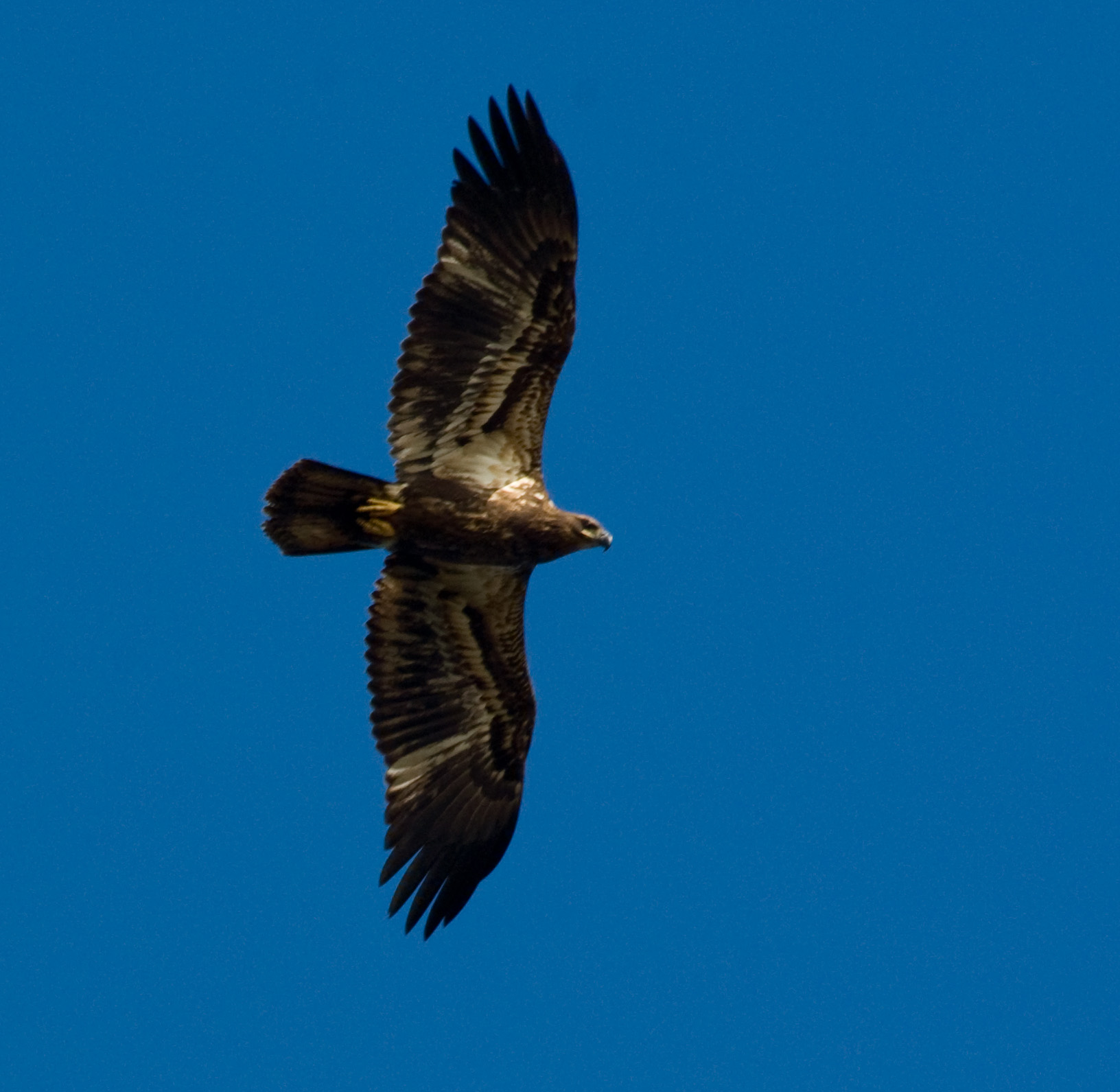
Juvenil
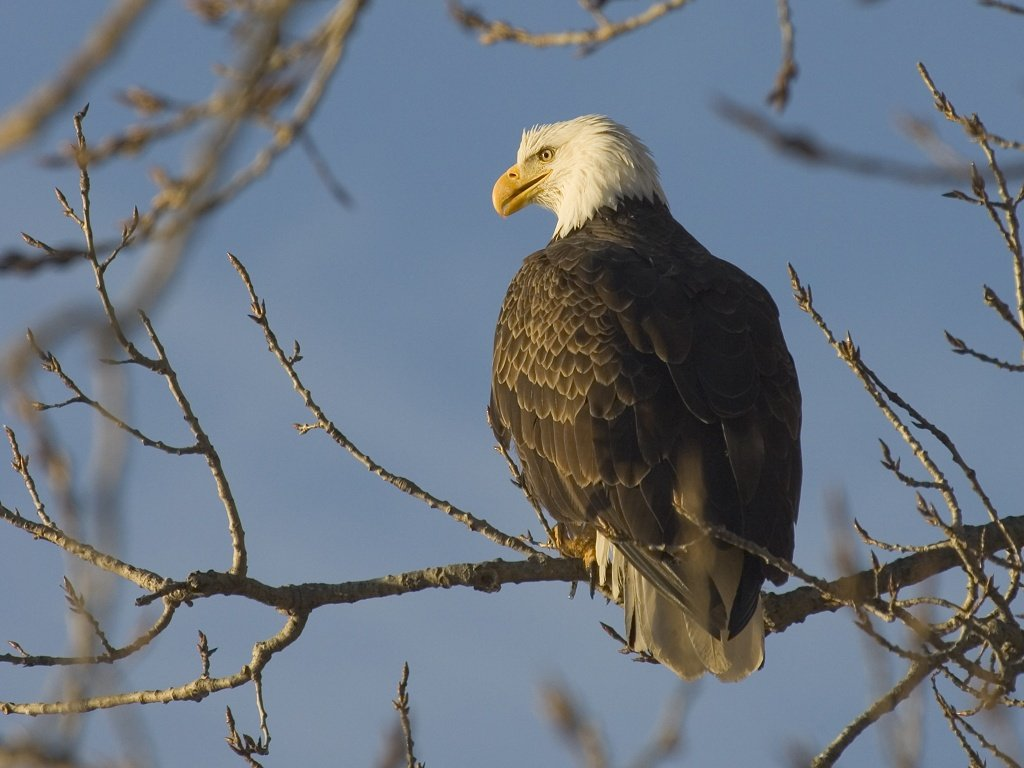
Adult
Adult
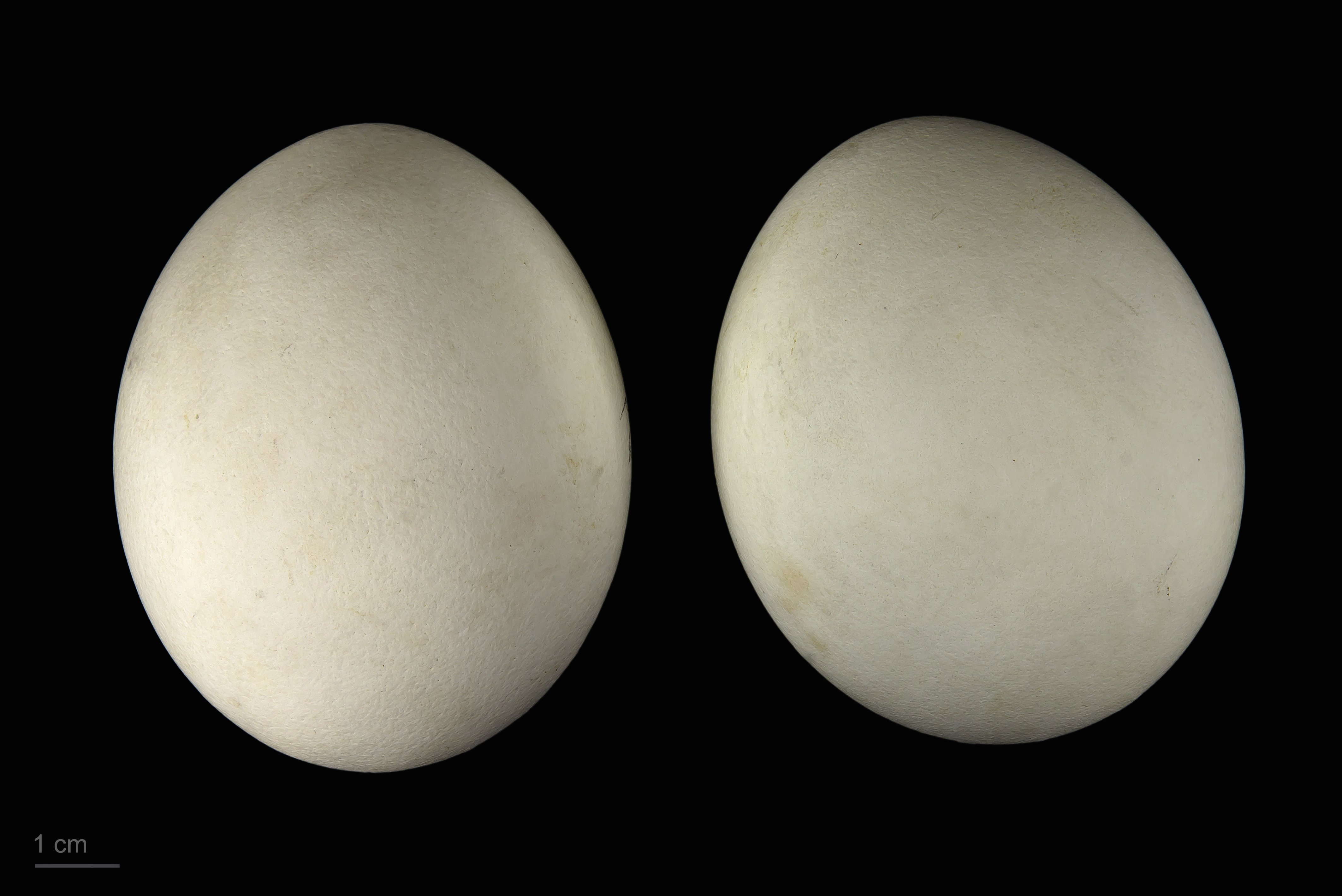
Museum specimen - Florida, USA

## Utbredning och taxonomi
Vithövdad havsörn är en nordamerikansk art som förekommer lokalt från Aleuterna och Alaska i norr till nordvästra Mexiko i söder. Den har uppträtt som tillfällig gäst i Belize, Bermuda, Puerto Rico, Amerikanska Jungfruöarna samt Irland. I det sistnämnda landet iakttogs den senast den 18 november 1987, då en uttröttad ungfågel togs omhand på sydvästkusten.
Dess vetenskapliga namn härstammar från Haliaeetus, latin för havsörn (från gammalgrekiskans haliaetos), och leucocephalus, latiniserad gammalgrekiska för "vitt huvud," från λευκος leukos ("vit") och κεφαλη kephale ("huvud").
Vithövdad havsörn beskrevs taxonomiskt första gången av Linné i hans tolfte upplaga av Systema Naturae (1766-68), men då under namnet Falco leucocephalus.
Det finns två accepterade underarter:
- H. l. leucocephalus (Linnaeus, 1766) - nominatformen förekommer ungefär söder om latituden 38° N, vilket ungefär överensstämmer med latituden för San Francisco,[12] och underarten återfinns i södra USA och på Californiahalvön.[13]
- H. l. washingtoniensis (Audubon, 1827), synonym H. l. alascanus Townsend, 1897, - den nordliga underarten är större än den södra nominatformen. Den återfinns i norra USA, Kanada och Alaska.[10][13] Denna underart återfinns längre söderut än latitud 38° N utmed Atlantkusten, där de uppträder i området kring Cape Hatteras.[12]

Vithövdad havsörn bildar ett artpar med den europeiska havsörnen. Artparet utgörs av en vithuvad och en ljushuvad art med ungefär samma storlek. Havsörnen har också en överlag ljusare brun fjäderdräkt. Detta artpar skiljde sig från de andra havsörnarna i början av tidig miocen (ca. 10  miljoner år sedan), som senast, men kan ha gjort så redan under tidiga, eller mellersta oligocen (28 miljoner år sedan). De senare kräver att de äldsta fossil man funnit verkligen tillhör detta släkte. De två arterna skiljdes förmodligen åt i Stillahavsområdet, då havsörnen spred sig västerut till Eurasien och den vithövdade havsörnen spred sig österut till Nordamerika.

## Ekologi

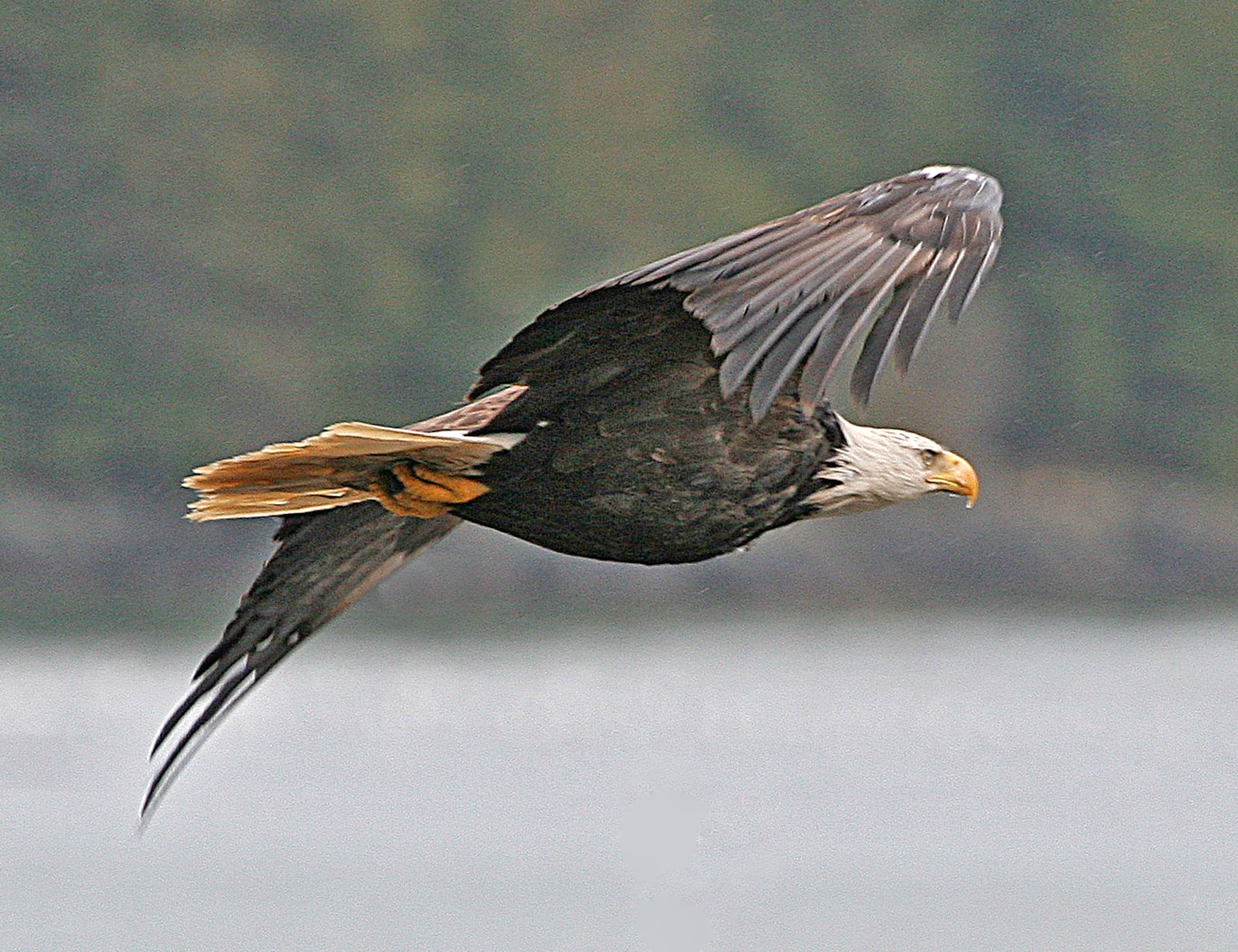
Underarten H. l. washingtoniensis fotograferad i Alaska.

### Biotop
Vithövdad havsörn förekommer inte bara vid kusterna utan ofta i inlandet vid floder och stora sjöar. De bygger sina bon i stora, gamla ensamma träd som ger möjlighet till en bra överblick över omgivningen under häckningen.

### Föda och födosök
Förutom levande fisk äter vithövdade havsörnar andra fåglar, mindre däggdjur, ormar, sköldpaddor och krabbor. Som de flesta örnar äter de också kadaver. Vithövdade havsörnar fångar fisk på grunt vatten med sina gripklor. De kan följa efter andra havsfåglar för att finna fisk, och stjäl ibland byten från fiskgjusar. 

### Häckning
Vithövdad havsörn häckar i närheten av hav, sjöar eller floder. De bygger stora bon som kantas med gräs och mossa och de använder sina bon under flera år. Honan lägger två eller tre ägg som ruvas under 35 dygn. Båda föräldrarna hjälps åt med ruvning och matning. De unga fåglarna är bruna med vitaktig stjärt och vita skiftningar på vingarna. Den klart vita fjäderdräkten på huvud och stjärt utvecklas först när fåglarna blir könsmogna vid fyra eller fem års ålder. Ungarna blir flygga när de är ca 11 veckor gamla, men matas i ytterligare fem eller sex veckor tills de blir självständiga.

### Livslängd
Vithövdad havsörns livslängd är ungefär 36 år.

## Status och hot
Det fanns tiotusentals vithövdade havsörnar år 1782, men populationen minskade stadigt under de följande tvåhundra åren på grund av jakt, förlust av boplatser och användning av DDT. DDT förbjöds i USA 1972 och detta samt insatser för artens bevarande har gjort att beståndet uppskattades 2020 till hela 220 000 adulta individer och har avförts från röda listan även i de nedre 48 staterna – i Alaska och Kanada var arten aldrig allvarligt hotad. IUCN kategoriserar den som livskraftig.